# Saint-Germain-sur-Moine
Pour les articles homonymes, voir Saint-Germain.
Saint-Germain-sur-Moine est une ancienne commune française située dans le département de Maine-et-Loire et la région Pays de la Loire, au cœur de la région naturelle et historique des Mauges. Ses habitants sont les Germinois et les Germinoises.
Le 15 décembre 2015, elle est devenue une commune déléguée au sein de la commune nouvelle de Sèvremoine.
D’après le recensement de l’Insee, la commune de Saint-Germain-sur-Moine comptait, en 2009, 2771 habitants, soit une augmentation d’environ 10,5 % par rapport à la population de 1999.
Au niveau géographique, Saint-Germain-sur-Moine est entourée par les communes de Tillières, Saint-Crespin-sur-Moine, Montfaucon-Montigné, Gesté et La Renaudière, et se situe à une vingtaine de kilomètres de Cholet, la plus grande ville des environs. La commune est également traversée par la Moine (rivière), un affluent de la Sèvre nantaise.

## Géographie

### Localisation

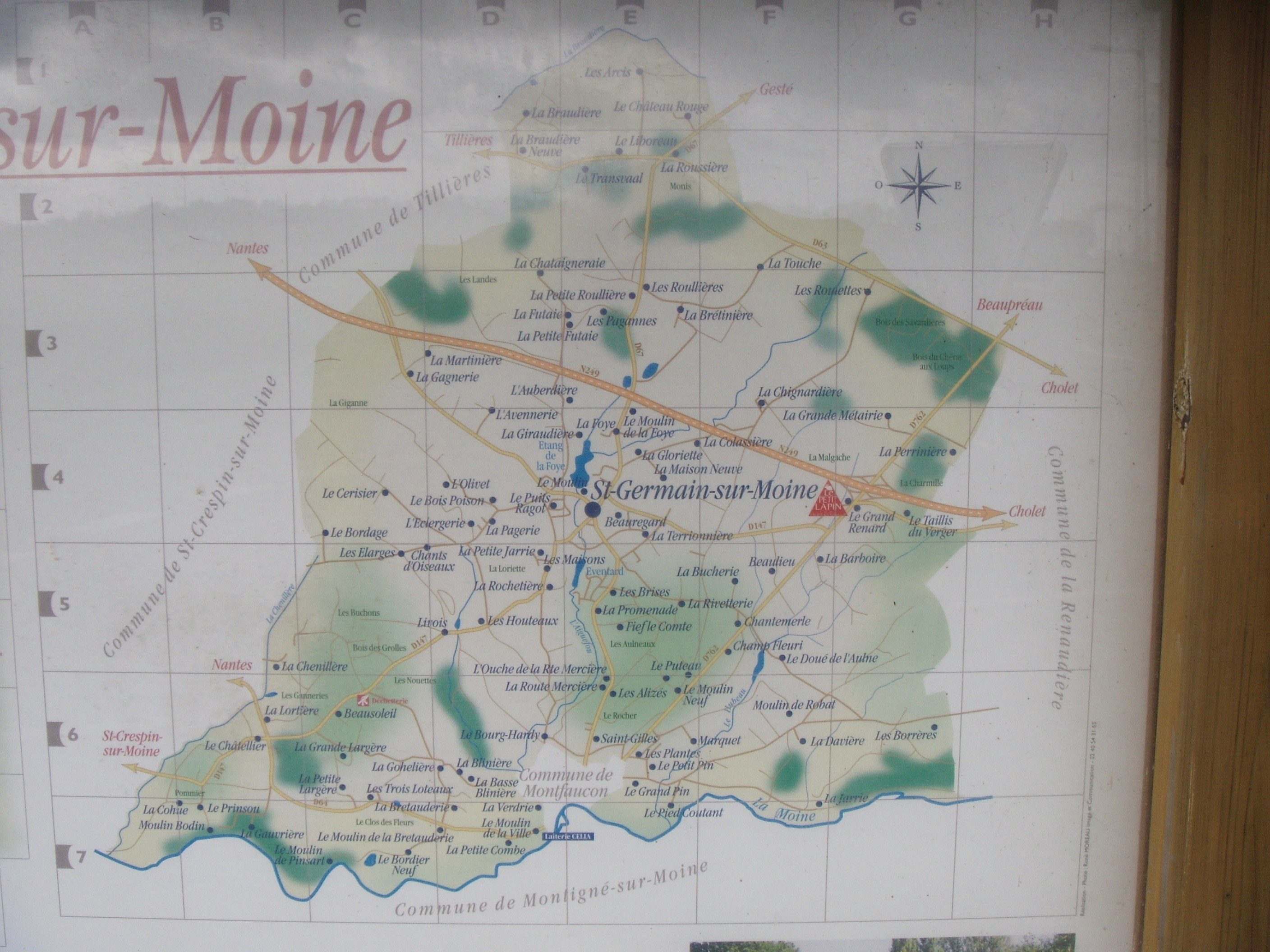
Plan de Saint-Germain-sur-Moine.

Saint-Germain-sur-Moine est situé dans le département de Maine-et-Loire et la région Pays de la Loire, au cœur de la région naturelle et historique des Mauges.
En dépendent un certain nombre de lieux-dits, tels Saint-Gilles, la Terrionnière, le Bourg-Hardy, les Rivières, Chantemerle, la Roullière, la Davière, Livois, le Bordage, Baulieu, la Lortière, la Petite-largère ou la Jarrie.
Les communes voisines les plus proches sont Tillières (à 5 kilomètres du bourg), Gesté (7 kilomètres) et La Renaudière (5 kilomètres) au nord, La Renaudière à l'est, Montfaucon-Montigné (2 kilomètres) et le département de la Loire-Atlantique au sud, Saint-Crespin (5 kilomètres) et Tillières à l'ouest.
| Tillières               | Gesté                   | La Renaudière |
| Tillières               | Saint-Germain-sur-Moine | La Renaudière |
| Saint-Crespin-sur-Moine | Montfaucon-Montigné     | Roussay       |

### Géologie et relief
Saint-Germain-sur-Moine est situé sur un plateau relativement élevé (100-108 mètres) en pente vers le sud-ouest et aplani vers le sud (91-81 mètres). Les deux points culminant, situés respectivement à 108 et 105 mètres d'altitude, sont le domaine de la Perrinière et le plateau de la Rouillère. La place de l'église ne compte que 75 mètres d'altitude.
Sur les terrains primaires des Mauges se trouve un pays de bocage sur des terrains anciens composés de schistes et de granites.
La superficie de Saint-Germain-sur-Moine est de 26,79 km2 (80e rang des communes de Maine-et-Loire), rassemblant 2771 habitants, soit 103 habitants au km2.

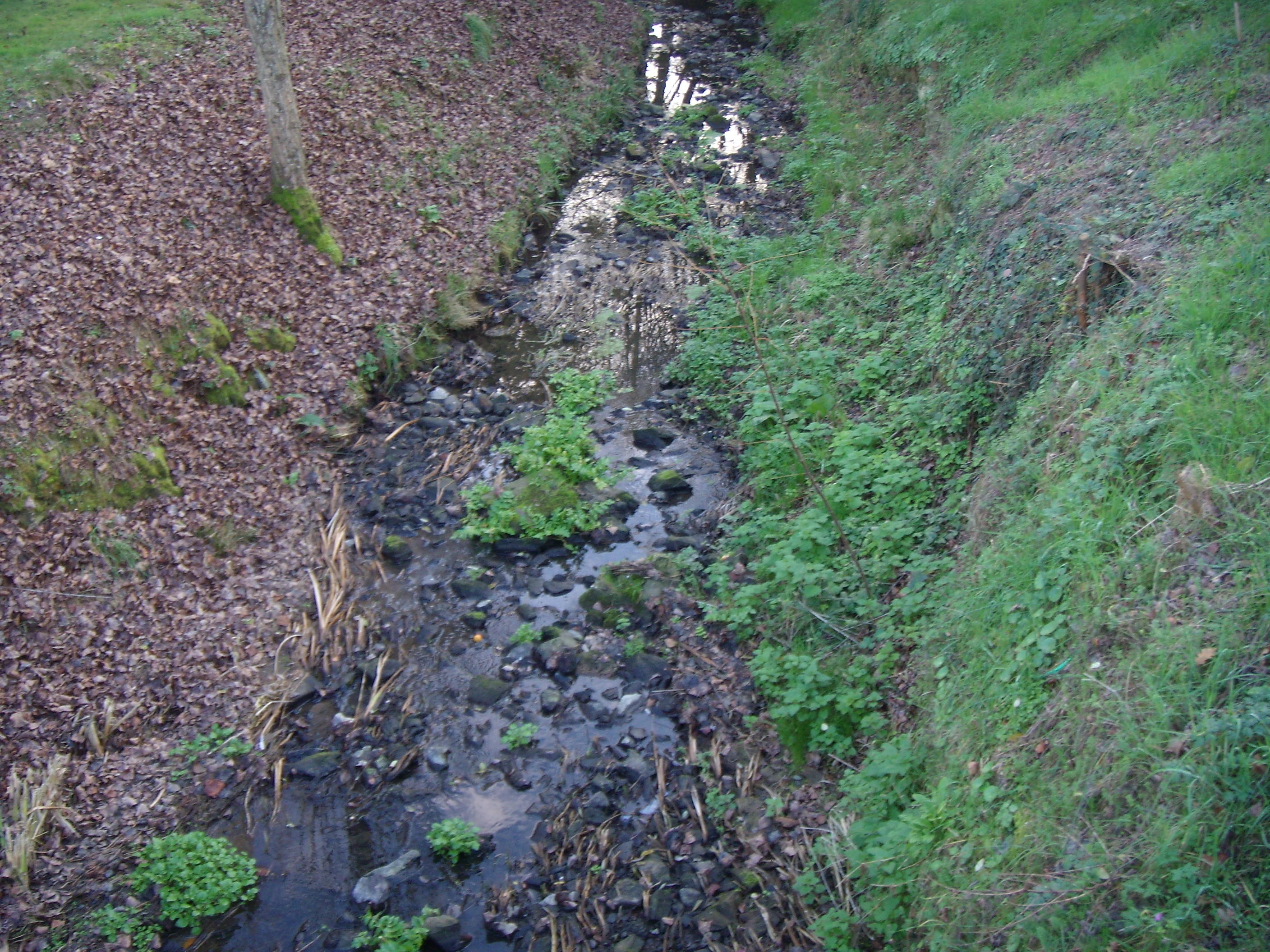
Ruisseau de l'Aiguefou.

### Hydrographie
La Moine, qui prend sa source à Saint-Aubin-de-Baubigné dans les Deux-Sèvres et se jette dans la Sèvre à Clisson, forme la limite intérieure vers le sud. Y affluent les ruisseaux du Douet-de-l'Aulne- avec la Barboire et la Chignardière, ses affluents-, de l'Aiguefou- avec Livois et les Rochettes, ses affluents-, et de la Chenillère. Y passent aussi les ruisseaux de la Braudière et de la Giganne.
Une source minérale, sensiblement ferrugineuse, aurait été signalée dès le XVIIIe siècle, dans un pré bas sur le chemin de Saint-Crespin.

### Climat
Comme l'ensemble des Mauges, Saint-Germain-sur-Moine bénéficie d'un climat tempéré, de type océanique. Globalement, le département de Maine-et-Loire est assez peu pluvieux par rapport aux autres régions de France métropolitaine. Néanmoins, les perturbations océaniques apportent la pluie venant de l'Ouest, qui arrose en premier lieu les régions de bocage que sont les Mauges et le Segréen. Le nombre moyen annuel de jours pluvieux alterne entre 160 et 170 jours dans les Mauges.
En été, les zones de bocage de l'Ouest du département sont les moins chaudes. Le relief apporte également un peu de fraîcheur. La durée d'ensoleillement est cependant moins élevée que dans le Saumurois ou le Layon.
La force des vents reste modérée (entre 3 et 4 m/s), et ils dépassent rarement les 100 km/h, que ce soit lors des tempêtes ou en rafales sous les orages d'été.
| Mois                                                             | Janv | Fév  | Mars | Avr  | Mai  | Juin | Juil | Août | Sept | Oct  | Nov  | Déc  | Année |
| ---------------------------------------------------------------- | ---- | ---- | ---- | ---- | ---- | ---- | ---- | ---- | ---- | ---- | ---- | ---- | ----- |
| Températures maximales moyennes en Maine-et-Loire (°C)           | 7,9  | 9,2  | 12,6 | 15,3 | 19   | 22,6 | 24,9 | 24,7 | 21,8 | 17   | 11,4 | 8,4  | 16,2  |
| Températures minimales moyennes en Maine-et-Loire (°C)           | 2,1  | 2,2  | 3,9  | 5,6  | 8,9  | 11,8 | 13,6 | 13,4 | 11,3 | 8,4  | 4,6  | 2,8  | 7,4   |
| Températures moyennes en Maine-et-Loire (°C)                     | 5    | 5,7  | 8,2  | 10.4 | 13,9 | 16,2 | 19,2 | 19,1 | 16,5 | 12,7 | 8    | 5,6  | 11,8  |
| Moyennes mensuelles de précipitations en Maine-et-Loire (mm)     | 62,1 | 50,8 | 51,7 | 44,6 | 54,4 | 41,2 | 43,8 | 44,9 | 52,2 | 59,6 | 64,5 | 63,4 | 633,4 |
| Durée mensuelle d'ensoleillement en Maine-et-Loire (heures/mois) | 70   | 92   | 141  | 179  | 201  | 234  | 248  | 237  | 191  | 129  | 89   | 65   | 1877  |
| Source : Climatologie de 1947 à 2008 - Angers, France            |      |      |      |      |      |      |      |      |      |      |      |      |       |

### Voies de communication et transports

#### Voies routières
La commune est desservie par la N 249 (route nationale 249), reliant Nantes à Cholet, ainsi que par la D 762 (route départementale 762), reliant Gétigné à Chalonnes-sur-Loire. la Route nationale 249 supporte un trafic de 21 500 véhicules par jour et la route départementale 762 4 600 véhicules par jour.

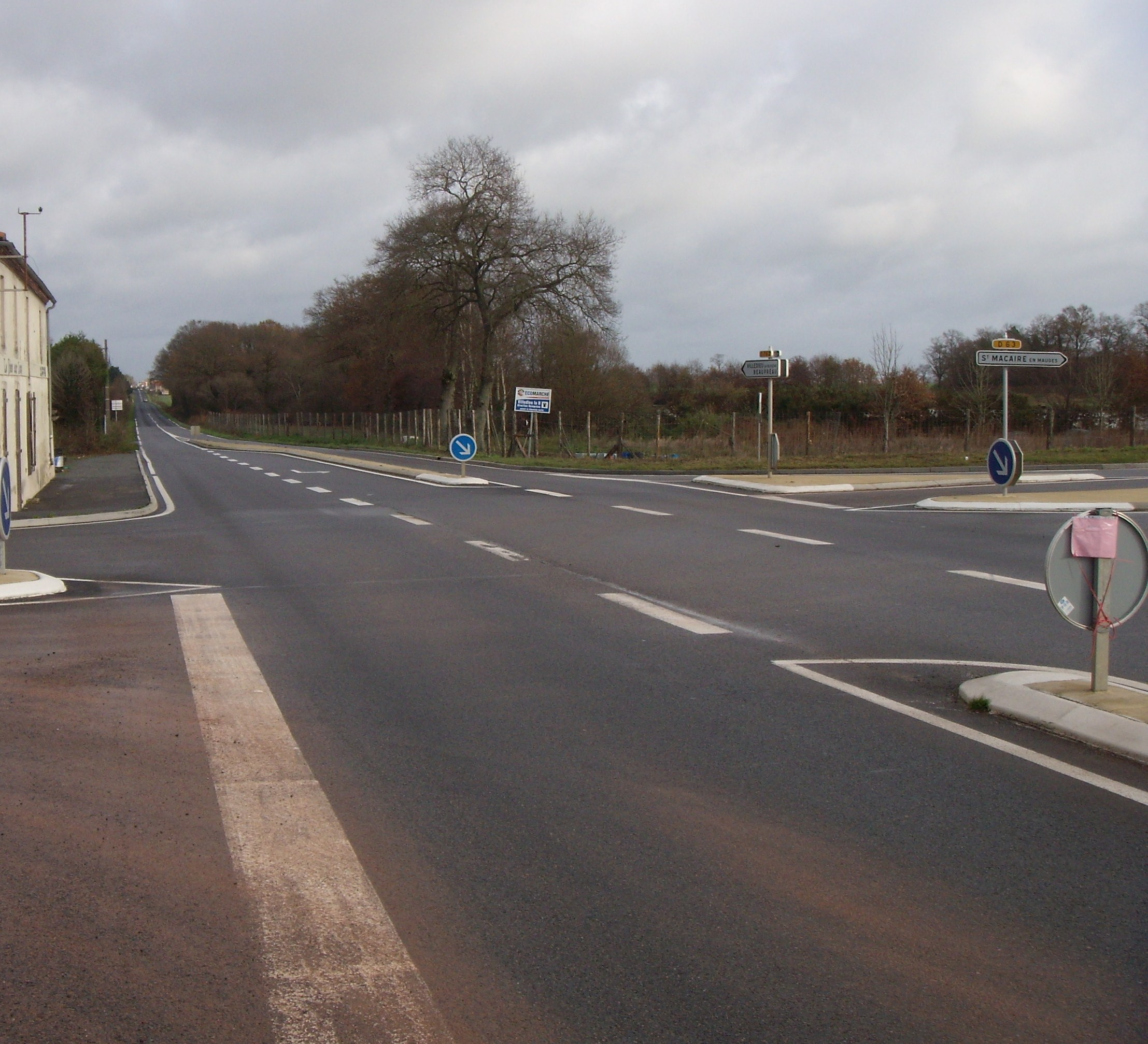
RD 762 (route de Villedieu).

#### Transports

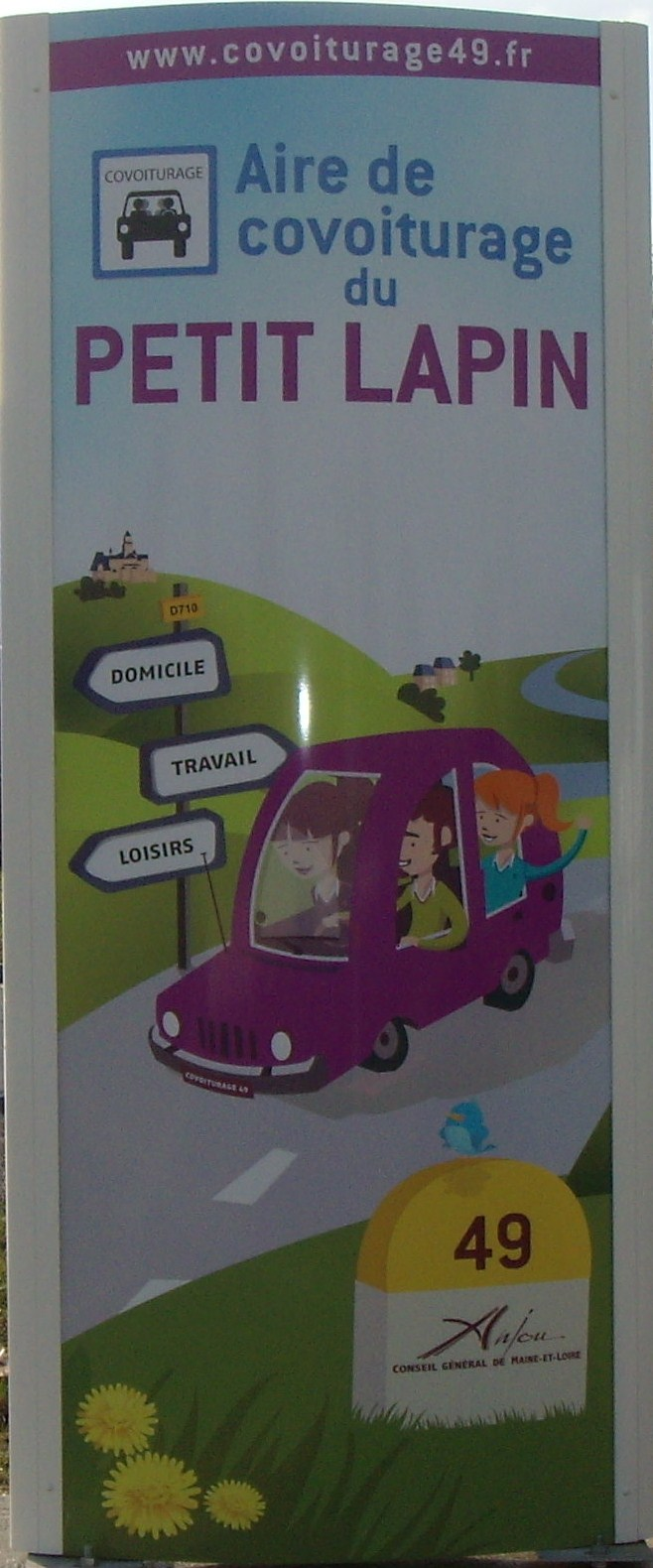
Borne d'entrée de l'aire de covoiturage.

Sur l'axe Cholet-Nantes, la pratique du covoiturage a rapidement connu un grand succès, amenant le Conseil général à y aménager l'aire de Saint-Germain-sur-Moine au lieu-dit du carrefour du petit lapin.
Cette opération a trois objectifs :
- création d'un giratoire pour sécuriser le raccordement des bretelles d'entrée et de sortie de la RN 249,
- construction du parking de covoiturage,
- aménagement de deux accès pour desservir deux futures Zones d'Activités concernant la Communauté de Communes Moine et Sèvre[3].

Le parking de covoiturage a une capacité actuelle de 32 places mais inclut une extension possible dans le futur de 35 places.
La commune est également desservie par une ligne d’autobus, la ligne 22 Angers-Montigné du réseau interurbain de Maine-et-Loire AnjouBus, qui passe par Villedieu-la-Blouère, Saint-Germain-sur-Moine et Montfaucon-Montigné.

## Urbanisme

### Morphologie urbaine
Saint-Germain-sur-Moine occupe une superficie de 26,79 km2, dont 20,70 km2 de terres agricoles. La commune est composée d'un bourg principal, centré autour de la place de l'église et de la place du château de Mondement, agrandi de nombreux lotissements (caractérisés par un habitat récent et essentiellement composé de pavillons individuels et non-mitoyens) ainsi que de nombreux hameaux et lieux-dits, répartis sur l'ensemble du territoire communal. Des secteurs sont réservés aux activités économique, tel le parc d'activités du Val-de-Moine.

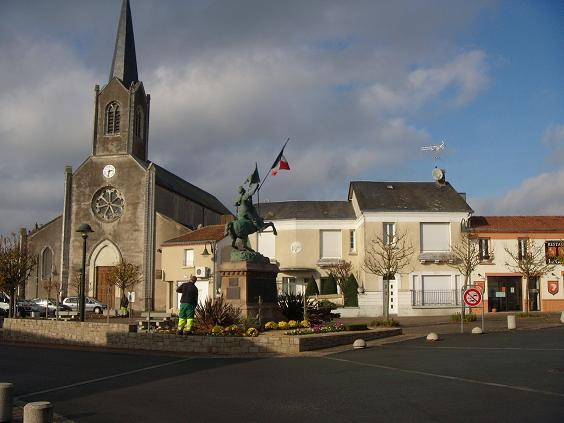
Bourg de Saint-Germain-sur-Moine et place du château de Mondement.

### Logement
Selon l'INSEE, le nombre total de logements, en 2008, est de 1070, dont 95,7 % de résidences principales, 0,7 % de résidences secondaires (y compris les logements occasionnels) et 3,7 % de logements vacants. 82,4 % des ménages sont propriétaires.

### Projets d'aménagements
Le centre-bourg est actuellement en voie de redynamisation. Ainsi, la municipalité a acquis en 2010 l'ancienne usine de l'entreprise « GEP industries » (celle-ci s'étant installée dans de nouveaux locaux) afin d'installer une supérette, des bureaux d'entreprise, un espace commercial, ainsi que des habitations.

## Toponymie
Les habitants de Saint-Germain-sur-Moine sont les Germinois et les Germinoises.
L'origine de "Saint-Germain" se perd dans la nuit des temps. Depuis 1070, année où apparait le nom de "Saint-Germain" pour la première fois et la commune actuelle de "Saint-Germain-sur-Moine", les habitants ont successivement été de :
- Ecclesia Sti Germani (vers 1070)
- Ecclesia Beati Germanicum capella sancti Egidii (vers 1179)
- Ecclesia Sti Germani prope Montem Falcon (vers 1448)
- Ecclesia Sancti Germani Montis Falconii (vers 1629)
- Saint-Germain-de-Montfaucon (vers 1683)
- Saint-Germain-près-Montfaucon (du XVIIe au XVIIIe siècle)
- Saint-Germain (du XVIIIe au XIXe siècle- mais seulement "Germain" de 1793 à 1798)
- Saint-Germain-lès-Montfaucon (XIXe siècle)
- Saint-Germain-sur-Moine (depuis 1910)

## Histoire

### Préhistoire et Antiquité

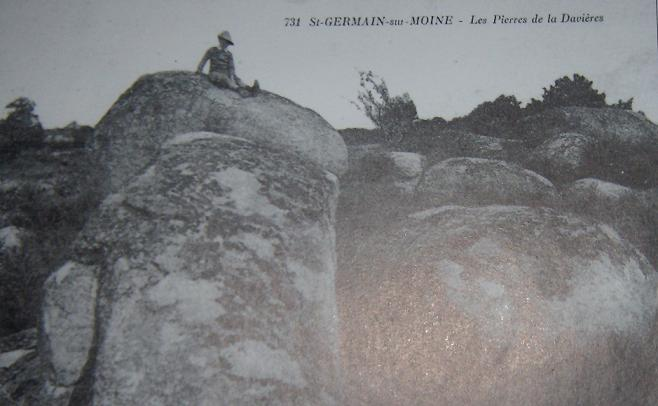
Les pierres de la Davière (carte postale vers 1900).

Les pierres mégalithiques de la Davière et des Borrères, plusieurs silex taillés et haches de pierre polie, trouvés sur les hauteurs de la Roullière et de la grande Métairie, témoignent d'une occupation ancienne du site, dès la période dite de l'Acheuléen. Dans un champ du lieu-dit la Davière, un énorme rocher, au centre duquel peut se voir une cavité, est entourée de nombreux blocs de granit, ce qui témoignerait peut-être des restes d'une cité antérieure au Celtes Gaulois (sans que cela ne soit prouvé définitivement). Ces pierres sont également l'objet d'une légende locale qui voudrait que "Satan lui-même ait entrepris de bâtir un pont sur le ruisseau de la Moine, pour aller voler les vaches des métayers. Ses travaux auraient été interrompus par la procession du dimanche. La procession le vit, il vit la procession. À un signe de croix du prêtre, ses forces auraient défaillies, l'obligeant à poser ici-même, et pour toujours, l'énorme pierre qu'il ne pouvait plus soulever".
Une ancienne voie romaine passant par les bois de la Perrinière, du Petit Lapin et la Barboire, descendait vers la Moine en direction de Montfaucon et du Poitou.

### Époque médiévale
Le nom de « Saint-Germain » apparait pour la première fois en 1070. Tout le territoire fait alors partie du vaste canton, Curtis, dont le Vicus de Chassé, Chassiacus (aujourd'hui Montfaucon), forme le centre. Il n'en est détaché à demi que par la constitution du château féodal.
Plusieurs églises y existent dès le XIe siècle, dont une, Saint-Gilles, est réduite dès le XIIe siècle, au rang de simple chapelle. L'église paroissiale appartient, comme les trois églises de la ville, à l'abbaye Saint-Jouin de Marnes, qui en conservera jusqu'à la Révolution française le patronage.
Olivier de Clisson, connétable de France, achète le château de la Perrinière en 1390.

### De la Renaissance à la Révolution française

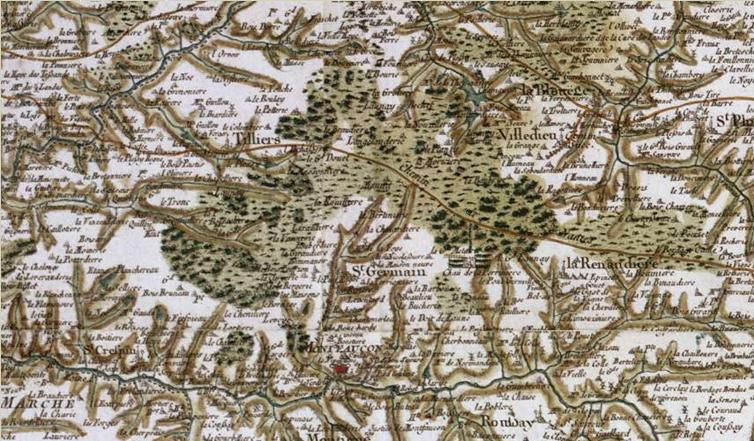
Carte de Saint-Germain-sur-Moine au XVIIIe siècle.

Les registres de l'état civil proprement dit (naissances, mariages, décès) ne datent que de 1790. Auparavant, les registres paroissiaux (baptêmes, mariages, sépultures) étaient tenus par des prêtres sous la responsabilité du curé de la Paroisse. C'est en 1586, sous le règne d'Henri III, que la paroisse ouvre ses premiers registres d'état civil (certains de ses registres existent encore et sont conservés à la mairie et aux archives départementales d'Angers).
La paroisse (qui porte alors le nom de Saint-Germain-de-Montfaucon), comprise dans la baronnie de Montfaucon, avait pour maison principale la Barboire, bien que les honneurs seigneuriaux fussent attribués, en 1786-1789, au seigneur de Livois, Pierre-Louis de Beaucorps, capitaine de Dragons. Cette même paroisse fut sous la dépendance successive de l'évêché de Nantes, du doyenné de Clisson, de l'élection et du présidial d'Angers, puis du district de Beaupréau à partir de 1788, et de celui de Cholet à partir de 1790.
Isolé dans les terres, entouré de chemins inabordables pour la moitié en landes et bruyères, dont il avait fallu abandonner le défrichement, Saint-Germain-sur-Moine se trouve, à l'aube de la Révolution française, de plus en plus enclavé entre quatre bureaux des Traites, aux confins de l'Anjou et de la Bretagne, sur le passage des gabeloux et des contrebandiers. La population se compose pour l'essentiel de pauvres métayers ou d'artisans désœuvrés. Le tiers des habitants se trouve réduit à la mendicité.

### De la Révolution française à la Belle époque
En 1793, Saint-Germain-sur-Moine se retrouve au cœur des guerres de Vendée qui touchent l'ouest de la France. Monsieur Lyrot de la Patouillère, seigneur de la Jarrie, sert dans les armées du général vendéen Charles Melchior Artus de Bonchamps. Les colonnes infernales passent dans la commune le 22 mars 1794, tuant quatre femmes et six enfants.
La paix revenue, le XIXe siècle permet l'essor et le développement de la commune. Le bourg, groupé dans un vallon, connait une large transformation, grâce au nivellement de l'ancien cimetière et à la création d'une place centrale devant l'église (certains aménagements ont aujourd'hui disparu), qui est elle-même reconstruite entre 1847 et 1852. Un marché est installé, après arrêté préfectoral du 21 janvier 1868.
La mairie, qui se trouve alors avec l'école publique de garçons (tenue par les frères de Saint-Gabriel), est reconstruite à partir du 15 mars 1853. Au début du XXe siècle, l'équipe municipale prend ses quartiers rue du docteur Raffegeau (à l'emplacement de la pharmacie actuelle) dans le local de la Fondation Raffegeau qui allait par la suite devenir la maison de retraite.
L'école publique de filles est construite en 1835 et est dirigée par les sœurs de Saint-Gildas-des-Bois (les religieuses seront remplacées par un personnel laïc après 1905. Les bâtiments seront ensuite occupés par l'école maternelle mixte, jusqu'au déménagement de cette dernière dans les années 2000).
La richesse du pays reste essentiellement agricole. En 1878, l'industrie n'occupe qu'une centaine de tisserands, huit maitres sabotiers, quatre moulins à eau et dix moulins à vent.

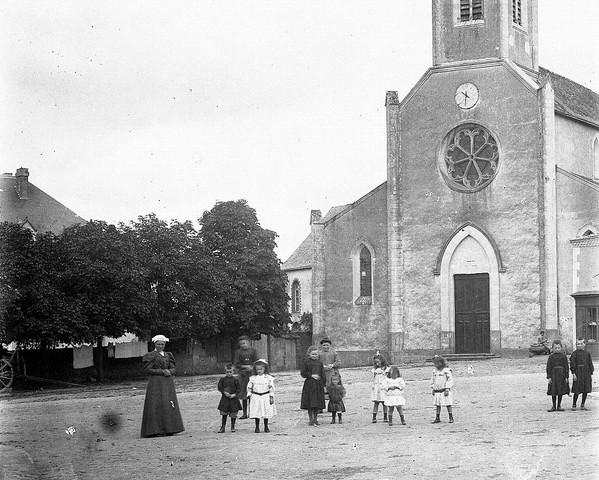
Saint-Germain-sur-Moine vers 1900.

La commune, dont le nom a changé régulièrement au cours des siècles (passant de Saint-Germain-de-Montfaucon, Saint-Germain-près-Montfaucon ou encore Saint-Germain-lès-Montfaucon, entre 1683 et le début du XXe siècle) adopte définitivement le nom de Saint-Germain-sur-Moine en 1910. Saint-Germain-sur-Moine connait une première vague d'urbanisme qui marque la fin du XIXe et le début du XXe siècle.
Saint-Germain-sur-Moine est également l'une des premières communes du secteur à être électrifiée, grâce à la roue à aubes de l'étang du moulin (le réseau sera rétrocédé à l'Électricité de France en 1933). Le service téléphonique fait son apparition à la même époque, dans les locaux de la recette auxiliaire. Les premières voitures font leur apparition à Saint-Germain-sur-Moine en 1908.
En 1907, l'artisanat fait place à la petite entreprise: MM. Pasquier, Mabit, Giraud et Chauveau créent un atelier de savaterie, le groupe Pasquier, qui deviendra célèbre quelques années plus tard sous le nom de "GEP industrie". Dès 1910, on compte une trentaine d'ouvriers. L'entreprise est cependant désorganisée en 1914, du fait de la guerre, mais l'activité repart dès 1919.

### La Première Guerre mondiale
Le 1er août 1914, l'ordre de mobilisation générale est lancé à travers toute la France. À dix-sept heures, le tocsin retentit appelant tous les hommes valides sous les drapeaux. Plus de deux-cents Germinois participèrent à cette guerre et soixante-cinq furent tués au combat.
En 1917, les États-Unis ayant déclaré la guerre à l'Allemagne, les premières troupes américaines débarquent à Saint-Nazaire. Il faut les loger et Saint-Germain-sur-Moine en accueille une cinquantaine.
La statue de Jeanne d'Arc n'avait pas vocation à devenir monument aux morts. Le conseil municipal avait décidé la mise en place de cette statue à l'emplacement de l'ancien cimetière, en 1913. Elle fut posée sur son socle le 31 juillet 1914, à dix heures du matin.
Cette statue, qui venait d'une fonderie d'Allemagne, fut déchargée à la gare de Cholet sur une plate-forme spéciale, trainée par des chevaux. Le samedi 1er août 1914, le tocsin retentit pour la mobilisation générale. Parmi les ouvriers qui s'affairaient au montage se trouvaient plusieurs Allemands qui avaient accompagné la statue pour achever l'installation. Ils s'empressèrent de regagner l'Allemagne, mais leur travail ne fut jamais terminé (sur les petites boules de granit, qui font bordure sous la statue, devait être gravée la fleur de lys, mais seulement quelques-unes en sont pourvues).
En 1918, par de nouvelles délibérations, le conseil municipal décida de baptiser la place, "place du château de Mondement", en référence à la bataille du château de Mondement. En 1920, il fut également décidé de consacrer la statue comme monument aux morts pour y graver le nom des Germinois morts au combat.

### L'entre deux-guerres
Les activités sportives connaissent un essor après la guerre. La première équipe de football est créée en 1918, sous la direction de l'abbé Chauveau et de Monsieur Auguste Goislot. Elle porte le nom de "Avenir sportif". Les premières rencontre intercommunales se déroulent vers 1920-1925. En 1941, sur la demande de Monsieur Camille Pasquier, est relancée une équipe de football qui prend le nom de "Bottiers sportifs" (actuel Football club Val de Moine).

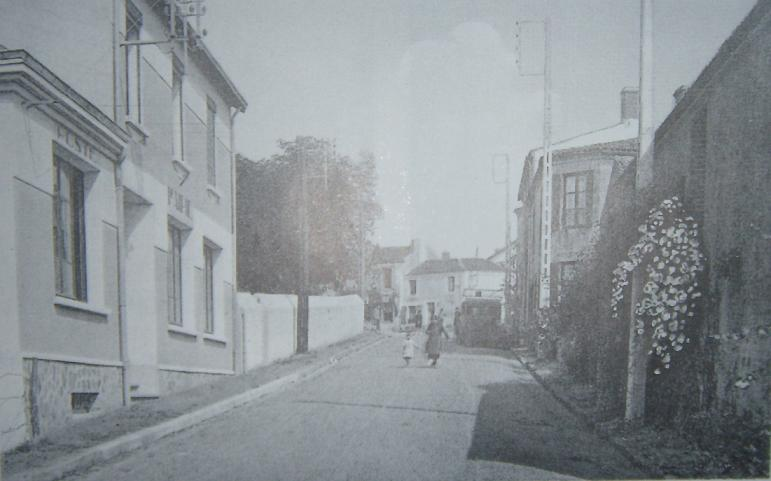
La mairie en 1934.

Le local actuel de la mairie, avec la recette auxiliaire, est construit en 1933 (il sera réaménagé plusieurs fois par la suite) et l'équipe municipale s'y installe définitivement.
Le 29 octobre 1930, madame et monsieur le docteur Raffegeau lèguent à la commune une somme de 200 000 francs. Le but de ce don était de permettre l'installation d'une sœur infirmière qui donnerait des soins à domicile aux habitants de la commune et assurerait les soins aux indigents. La maison rue du Docteur Raffegeau (à l'emplacement de la pharmacie actuelle) est transformée et devient un hospice avec dispensaire pour les personnes âgées et les indigents. Les locaux ouvrent en 1932 et sont améliorés dès l'année suivante (le chauffage est installée, ainsi que le service d'eau). En 1938, neuf petites chambres sont d'ores et déjà aménagées, portant la capacité d'accueil à dix-neuf personnes.
L'entreprise du Groupe Pasquier prospère et compte, en 1925, deux-cent-vingt employés. En 1932, un incendie ravage les locaux, ce qui nécessite la construction de nouveaux bâtiments.

### La Seconde Guerre mondiale

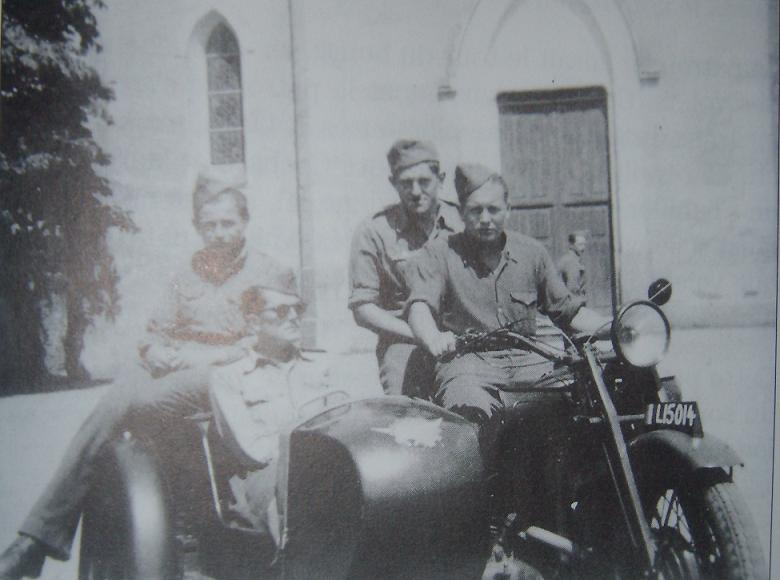
Les "soldats du Midi".

Le samedi 2 septembre 1939, la mobilisation est décrétée en France. Cinq Germinois ne revinrent pas de cette guerre (leurs noms seront gravés sur le monument aux morts en 1947).
L'armée allemande passe à Saint-Germain-sur-Moine le 22 juillet 1940. La commune est occupée à partir de 1942 et jusqu'en septembre 1944. À la fin du conflit, un régiment de la région de Carcassonne et Montpellier monte vers le front Atlantique, en France occupée ou en voie de libération après le départ de l'armée Allemande. Ces militaires Français font partie d'un régiment du train des équipages. Une partie est affectée au 537e groupe sanitaire. Un détachement est hébergé à Saint-Germain-sur-Moine entre avril et août 1945. Les habitants de la commune les appelaient les "soldats du Midi".
Entre 1945 et 1947, un certain nombre de prisonniers allemands sont employés dans les fermes ou pour travailler sur les routes.

### Les Trente glorieuses
Après la fin de la Seconde Guerre mondiale, la modernisation s'accélère et, de 1954 à 1971, tous les chemins de ferme sont goudronnés. L'activité agricole poursuit sa mécanisation: les premiers tracteurs font leur apparition en 1947.
Le développement culturel prend son essor à la fin des années 1940. La salle de l'espérance est construite en 1947 et accueille des pièces de théâtre, telles Michel Strogoff et le bossu. La municipalité acquiert cette salle en 1973, pour en faire une salle de mariages et de fêtes. Des aménagements permettent à nouveau aujourd'hui d'abriter la troupe théâtrale, les « tréteaux Germinois ».
La démographie galopante de la localité induit la vague de construction des lotissements. C'est ainsi qu'entre 1960 et le début des années 1970 apparaissent successivement les lotissements de Beaumanoir, du Puits-Ragot, des Pélicans (qui n'existent plus à l'heure actuelle) et de l'Eventard.
L'hospice, dit « fondation du docteur et de Mme Raffegeau » est érigé en hospice établissement public communal, le 23 juin 1947. En 1961-1962, M. Camille Pasquier fait prolonger de trois chambres le bâtiment. Les boxes sont dotés d'une salle d'eau et de sanitaires plus modernes. En 1966, l'Action sanitaire et sociale décide de fermer la maison de retraite de Montfaucon, non viable avec ses sept lits. M. Bernard Pasquier demande alors d'agrandir celle de Saint-Germain-sur-Moine pour faire face aux demandes de plus en plus nombreuses. Les premiers projets d'une nouvelle maison de retraite prennent corps: la première pierre est posée en 1971 et le bâtiment est inauguré le 6 octobre 1972 (la maison de retraite a depuis subie plusieurs transformations et agrandissements. Devenue "résidence des sources" en 1993, elle est toujours en activités aujourd'hui).
La recette auxiliaire, gérée par Léon Bouyer, secrétaire de mairie, est transformée en Agence postale en 1956. Cette même Agence postale devient un bureau de poste en 1960 (le bureau de poste actuel date de 1983).
Monsieur l'abbé Jean Blouin, prêtre à Saint-Germain-sur-Moine souhaite la création, à partir de 1960, d'un collège privé sur le territoire de la commune. En 1965, se constitue l'AEP(association d'éducation populaire de la Moine) en vue de la construction d'un collège inter-paroissial. Les bâtiments sont construits et inaugurés dès l'année suivante, sous la direction de monsieur Joseph Terrien. En hommage à son fondateur, l'établissement est nommé "collège Jean Blouin".
L'industrie de la "chaussure" fait la renommée de la commune. En 1971, la fusion des sociétés Pasquier (créée en 1907), la Choletaise (créée en 1934) et MOGECO donne naissance au groupe GEP industrie.

### Saint-Germain-sur-Moine de nos jours

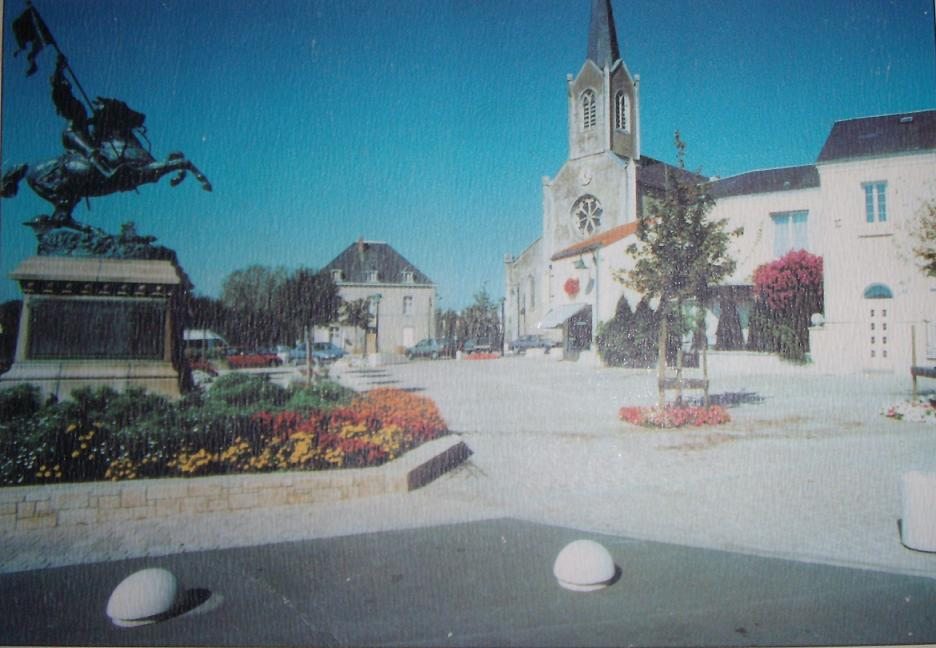
Saint-Germain-sur-Moine dans les années 2000.

La construction de lotissements se poursuit, pour faire face à l'augmentation de la population. Apparaissent ainsi les lotissements de l'étang en 1978, des Plantes en 1980, du Champ du bois entre 1981 et 1999, du Châtaignier en 1986, de la Petite lande en 1997, de la Loriette en 1998, de l'Aiguefou en 1999 et de la Fontaine en 2011. D'autres sont actuellement en cours de réalisation (la Clairière II) ou à l'état de projet.
En avril 1974, le conseil municipal décide l'achat d'un terrain pour la construction d'une salle de sports. Pendant deux ans, la municipalité se voit refuser les demandes de subvention. Le coût d'une telle réalisation ne cessant d'augmenter, la municipalité décide en 1976 de réaliser cette salle sans subvention. La première pierre est posée en mai 1977. De nouveaux clubs sportifs se créent, comme les "Dynamic's" (gymnastique) ou "les Gazelles" (basket-ball). Une deuxième salle de sport est construite en 1999-2000.
En 1983, l'école publique, qui avait dû fermer ses portes en 1972, ouvre à nouveau sous le nom de "école Pierre-et-Marie-Curie" dans des bâtiments provisoires, rue de la cave. De nouveaux locaux sont construits entre 2004 et 2006, auxquels s'adjoignent le restaurant scolaire en 2010.
Le centre-bourg est progressivement réaménagé. Divers embellissements sont réalisés entre 1975 et 1996 (espace verts, jardinières...), jusqu'à la transformation de la place de l'église et de la place du château de Mondement.
Le groupe GEP connait son apogée en 1987, avec la prise de contrôle du groupe de distribution CENDRY et la cotation de la société. À la fin des années 1980, l'ouverture des marchés internationaux entraine le déclin rapide de la production de chaussures tant sur le plan national que local. En 1988-1989, l'entreprise ferme certaines unités de production et procède à des licenciements. GEP retrouve brièvement une phase de développement, puis est placé en liquidation judiciaire en 2000. Le groupe parvient cependant à rebondir, en contrepartie de licenciements massifs, et se spécialise dans la fabrication de chaussures femmes confort. En 2010, la municipalité acquiert l'ancienne usine de l'entreprise (celle-ci s'étant installée dans de nouveaux locaux) afin de redynamiser le centre-bourg et d'installer une supérette, des bureaux d'entreprise, un espace commercial, ainsi que des habitations.
En 1984, la commune fait l'acquisition de la maison des rosiers, qui devient la "maison commune des loisirs", actuelle bibliothèque.
En 2014, un projet de fusion de l'ensemble des communes de l'intercommunalité se dessine. Le 2 juillet 2015, les conseils municipaux de l'ensemble des communes du territoire communautaire votent la création d'une commune nouvelle baptisée Sèvremoine pour le 15 décembre 2015, dont la création a été officialisée par arrêté préfectoral du 5 octobre 2015.

## Politique et administration

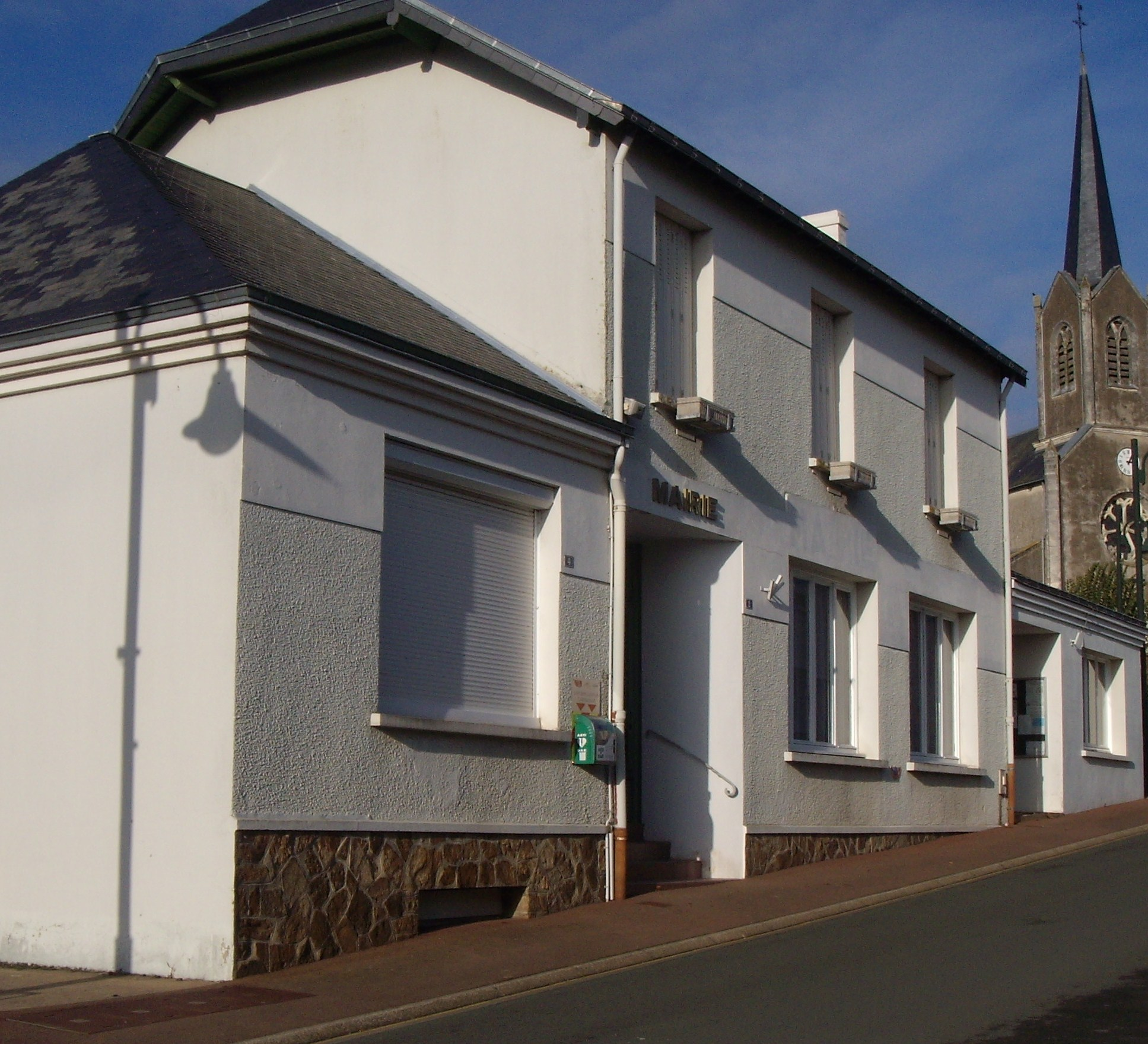
Mairie.

### Tendances politiques et résultats
Élection présidentielle de 2012, résultats du deuxième tour[réf. nécessaire].
Élection présidentielle de 2012 : 54,04 % pour Nicolas Sarkozy (UMP), 45,96 % pour François Hollande (PS), 82,97 % de participation.
Élections européennes de 2009, résultats des deux meilleurs scores
.
Élections européennes de 2009 : 29,14 % pour Christophe Béchu (liste de la majorité), 19,94 % pour Philippe de Villiers (liste de divers droite), 36,89 % de participation.
L'ancrage à droite s'est également exprimé en 2009 lorsque, au premier tour des élections européennes, Christophe Béchu (liste de la majorité) arrive en tête avec 29,14 % des suffrages exprimés. Derrière se trouvent : Philippe de Villiers (19,94 % - liste divers droite), Yannick Jadot (14,99 % - Liste des verts), Bernadette Vergnaud (12,16 % - Liste du parti Socialiste)et Sylvie Goulard (6,93 % - Liste centre-Modem) pour les principaux candidats. L'abstention est plus importante qu'au niveau national : 63,11 % dans la commune contre 59,37 % sur l'ensemble du territoire National.
Élections régionales de 2010, résultats du deuxième tour.
élections régionales française de 2010 : 52,73 % pour Jacques Auxiette (liste d'union de gauche), 47,27 % pour Christophe Béchu (liste de la majorité), 47,52 % de participation.
Les élections de 2010 pour les conseillers régionaux, ont vu au niveau national la quasi-totalité des régions de métropole (Alsace mise à part) élire des conseillers de gauche. À Saint-Germain-sur-Moine, c'est Jacques Auxiette (liste d'union de gauche) qui est arrivé en tête au second tour avec 52,73 % des voix, devant Christophe Béchu (liste de la Majorité) avec 47,27 %.
Élections municipales
En 2008, le scrutin porte une nouvelle équipe à la mairie. Denis Vincent est maire de la commune depuis cette date.

### Administration municipale

#### Administration actuelle
Depuis le 15 décembre 2015, Saint-Germain-sur-Moine constitue une commune déléguée au sein de la commune nouvelle de Sèvremoine et dispose d'un maire délégué.
| Période                                  | Période     | Identité        | Étiquette | Qualité |
| ---------------------------------------- | ----------- | --------------- | --------- | ------- |
| 15 décembre 2015                         | 26 mai 2020 | Denis Vincent   |           |         |
| 26 mai 2020                              |             | Stéphane Gandon |           |         |
| Les données manquantes sont à compléter. |             |                 |           |         |

#### Administration ancienne
En 2012, le maire de Saint-Germain-sur-Moine est Denis Vincent, et l'équipe municipale se compose de cinq adjoints et treize conseillers municipaux, soit dix-huit personnes.
| Période         | Période               | Identité                | Étiquette | Qualité                                                            |
| --------------- | --------------------- | ----------------------- | --------- | ------------------------------------------------------------------ |
| 20 Juillet 1803 | 1814 (démission)      | Félicité-Marie Courtoux |           |                                                                    |
| Septembre 1814  | Avril 1815            | Jacques Denis           |           |                                                                    |
| Avril 1815      | Juillet 1815          | Félicité-Marie Courtoux |           |                                                                    |
| Juillet 1815    | Mai 1821              | Jacques Denis           |           |                                                                    |
| Mai 1821        | Octobre 1835          | Julien Bouyer           |           |                                                                    |
| Octobre 1835    | Octobre 1846          | Joseph Guilbaud         |           |                                                                    |
| Novembre 1846   | Septembre 1848        | Joseph Gaillard         |           |                                                                    |
| Septembre 1848  | 1865                  | Armand Denis            |           |                                                                    |
| 1865            | 1870                  | ? Chiron                |           |                                                                    |
| 1870            | 1877?                 | ? Mabit                 |           |                                                                    |
| 1877            | 1900                  | ?                       |           |                                                                    |
| mai 1900?       | 1906                  | Jacques Naud            |           |                                                                    |
| 1906            | mai 1931 (décès)      | Donatien Raffegeau      |           | Médecin                                                            |
| juin 1931       | mai 1935              | Camille Pasquier        |           | Industriel en chaussures Conseiller d'arrondissement (1930 → 1937) |
| mai 1935        | décembre 1944         | Adrien Bouyer           |           |                                                                    |
| décembre 1944   | novembre 1960 (décès) | Camille Pasquier        |           | Industriel en chaussures                                           |
| décembre 1960   | juillet 1976          | Bernard Pasquier        |           | Industriel                                                         |
| octobre 1976    | mars 1977             | Constant Richard        |           |                                                                    |
| mars 1977       | mars 2001             | Joseph Allaire          | DVD       | Cadre d'assurance retraité                                         |
| mars 2001       | mars 2008             | Georges Brunetière      | DVD       | Artisan retraité, maire honoraire                                  |
| mars 2008       | décembre 2015         | Denis Vincent           | DVD       | Directeur d'agence                                                 |

### Ancienne situation administrative

#### Intercommunalité
La commune est membre en 2015 de la communauté de communes de Moine-et-Sèvre, elle-même membre du syndicat mixte Pays des Mauges. La création de la commune nouvelle de Sèvremoine entraîne sa suppression à la date du 15 décembre 2015, avec transfert de ses compétences à la commune nouvelle.

#### Instances judiciaires et administratives
La commune de Saint-Germain-sur-Moine fait partie de la région des Pays de la Loire, du département de Maine-et-Loire, de l'arrondissement de Cholet, ainsi que du canton de Montfaucon-Montigné.
La commune dépend de la sous-préfecture de Maine-et-Loire à Cholet
.
Il n'y a pas d'administrations judiciaires à Saint-Germain-sur-Moine : le Tribunal d'instance se trouve à Cholet, le Tribunal de grande instance, la Cour d'appel, le Tribunal pour enfants, le Conseil de prud'hommes et le Tribunal de commerce se situent à Angers, tandis que le Tribunal administratif et la Cour administrative d'appel se situent à Nantes.

### Politique environnementale
La collecte des ordures ménagères (collecte sélective) est gérée par la Communauté de Communes Moine et Sèvre.
Depuis le 1er septembre 2011, la Communauté de Communes a mis en place dans les 3 déchèteries de Saint-Macaire-en-Mauges, St-Germain-sur-Moine et Le Longeron, une benne de 10 m3 pour la collecte séparative des plastiques durs.
Il s'agit de détourner du tout-venant, les barquettes, les pots de fleurs et les tuyaux annelés qui peuvent être recyclés. Ces plastiques seront pressés après collecte puis transformés pour devenir des contrepoids pour machine à laver. Cette collecte est expérimentale jusqu'à la fin de l'année et en fonction des résultats, sera reconduite en 2012.
En Moine et Sèvre, la collecte des déchets recyclables s'effectue en apport volontaire. Chaque habitant dépose les papiers-cartons, les verres et les emballages légers dans des colonnes d'apport volontaire réparties sur le territoire. Cependant, depuis 2010, les habitants disposent de caissettes papier qui sont collectées, en porte à porte, tous les 15 jours.
C'est ce que ce qui s'appelle la collecte des PRJM : Papiers, Revues, Journaux et Magazines.

### Jumelages
Au 1er janvier 2012, Saint-Germain-sur-Moine est jumelée avec :
 Lampeter (Pays de Galles)
Des échanges Franco-Gallois sont fréquemment organisés.

## Population et société

### Évolution démographique
L'évolution du nombre d'habitants est connue à travers les recensements de la population effectués dans la commune depuis 1800. À partir du 1er janvier 2009, les populations légales des communes sont publiées annuellement dans le cadre d'un recensement qui repose désormais sur une collecte d'information annuelle, concernant successivement tous les territoires communaux au cours d'une période de cinq ans. 
Pour les communes de moins de 10 000 habitants, une enquête de recensement portant sur toute la population est réalisée tous les cinq ans, les populations légales des années intermédiaires étant quant à elles estimées par interpolation ou extrapolation. Pour la commune, le premier recensement exhaustif entrant dans le cadre du nouveau dispositif a été réalisé en 2006,.
En 2013, la commune comptait 2 928 habitants, en évolution de +6,32 % par rapport à 2008 (Maine-et-Loire : +3,3 %, France hors Mayotte : +2,49 %).
| 1800 | 1806  | 1821  | 1831  | 1836  | 1841  | 1846  | 1851  | 1856  |
| ---- | ----- | ----- | ----- | ----- | ----- | ----- | ----- | ----- |
| 881  | 1 170 | 1 359 | 1 499 | 1 394 | 1 341 | 1 446 | 1 487 | 1 609 |

| 1861  | 1866  | 1872  | 1876  | 1881  | 1886  | 1891  | 1896  | 1901  |
| ----- | ----- | ----- | ----- | ----- | ----- | ----- | ----- | ----- |
| 1 613 | 1 487 | 1 609 | 1 563 | 1 539 | 1 554 | 1 486 | 1 395 | 1 349 |

| 1906  | 1911  | 1921  | 1926  | 1931  | 1936  | 1946  | 1954  | 1962  |
| ----- | ----- | ----- | ----- | ----- | ----- | ----- | ----- | ----- |
| 1 316 | 1 306 | 1 236 | 1 268 | 1 294 | 1 372 | 1 469 | 1 573 | 1 666 |

| 1968  | 1975  | 1982  | 1990  | 1999  | 2006  | 2011  | 2013  | - |
| ----- | ----- | ----- | ----- | ----- | ----- | ----- | ----- | - |
| 1 807 | 2 080 | 2 345 | 2 505 | 2 472 | 2 708 | 2 806 | 2 928 | - |

#### Pyramide des âges
La population de la commune est relativement jeune. Le taux de personnes d'un âge supérieur à 60 ans (17,6 %) est en effet inférieur au taux national (21,8 %) et au taux départemental (21,4 %).
Contrairement aux répartitions nationale et départementale, la population masculine de la commune est supérieure à la population féminine (50,8 % contre 48,7 % au niveau national et 48,9 % au niveau départemental).
La répartition de la population de la commune par tranches d'âge est, en 2008, la suivante :
- 50,8 % d’hommes (0 à 14 ans = 22,1 %, 15 à 29 ans = 18,2 %, 30 à 44 ans = 22,8 %, 45 à 59 ans = 21,6 %, plus de 60 ans = 15,4 %) ;
- 49,2 % de femmes (0 à 14 ans = 21,6 %, 15 à 29 ans = 15,9 %, 30 à 44 ans = 21,1 %, 45 à 59 ans = 21,4 %, plus de 60 ans = 20 %).

| Hommes | Classe d’âge | Femmes |
| ------ | ------------ | ------ |
| 0,4    | 90 ans ou +  | 1,5    |
| 5,1    | 75 à 89 ans  | 8,5    |
| 9,9    | 60 à 74 ans  | 10,0   |
| 21,6   | 45 à 59 ans  | 21,4   |
| 22,8   | 30 à 44 ans  | 21,1   |
| 18,2   | 15 à 29 ans  | 15,9   |
| 22,1   | 0 à 14 ans   | 21,6   |

| Hommes | Classe d’âge | Femmes |
| ------ | ------------ | ------ |
| 0,4    | 90 ans ou +  | 1,1    |
| 6,3    | 75 à 89 ans  | 9,5    |
| 12,1   | 60 à 74 ans  | 13,1   |
| 20,0   | 45 à 59 ans  | 19,4   |
| 20,3   | 30 à 44 ans  | 19,3   |
| 20,2   | 15 à 29 ans  | 18,9   |
| 20,7   | 0 à 14 ans   | 18,7   |

### Enseignement

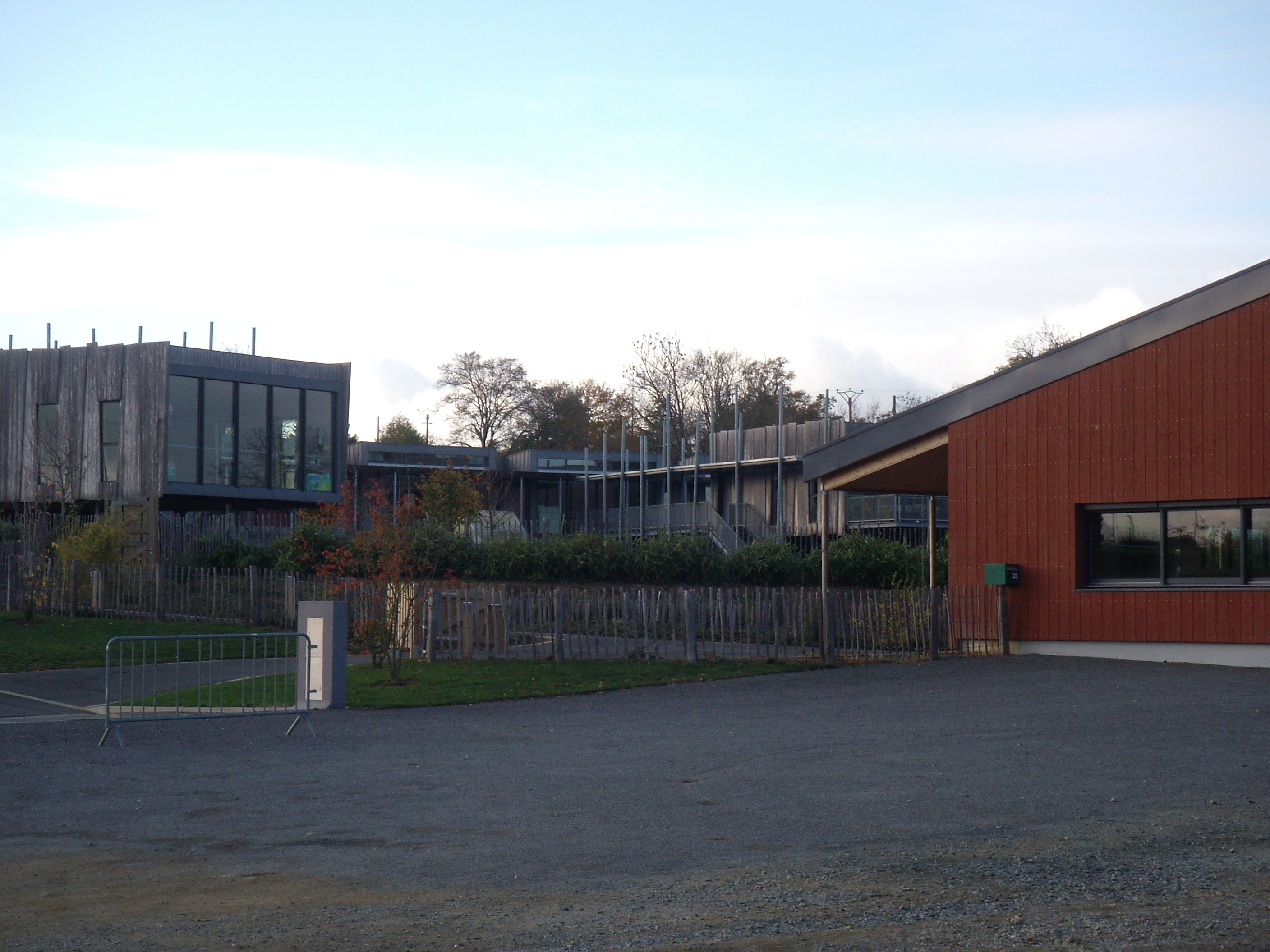
École publique Pierre-et-Marie-Curie.

Saint-Germain-sur-Moine dépend de l'académie de Nantes.
Au cours de l'année scolaire 2011-2012, 145 élèves étaient scolarisés dans le secteur public, et ce uniquement dans le premier degré, et 370 dans le secteur privé
La commune totalise un établissement public, l'école publique Pierre-et-Marie-Curie. S'y ajoutent deux établissement privés : l'école privée Saint-Joseph, qui compte 183 élèves répartis en sept classes (de la petite section jusqu'au CM2) et le collège privé Jean-Blouin, qui compte 187 élèves.
Par ailleurs, Saint-Germain-sur-Moine possède une maison d'accueil périscolaire, totalisant 99 familles adhérentes et qui prend en charge 157 enfants, ainsi que "l'îlot câlin", une maison d'assistante maternelle qui a ouvert ses portes en 2012.

### Manifestations culturelles et festivités

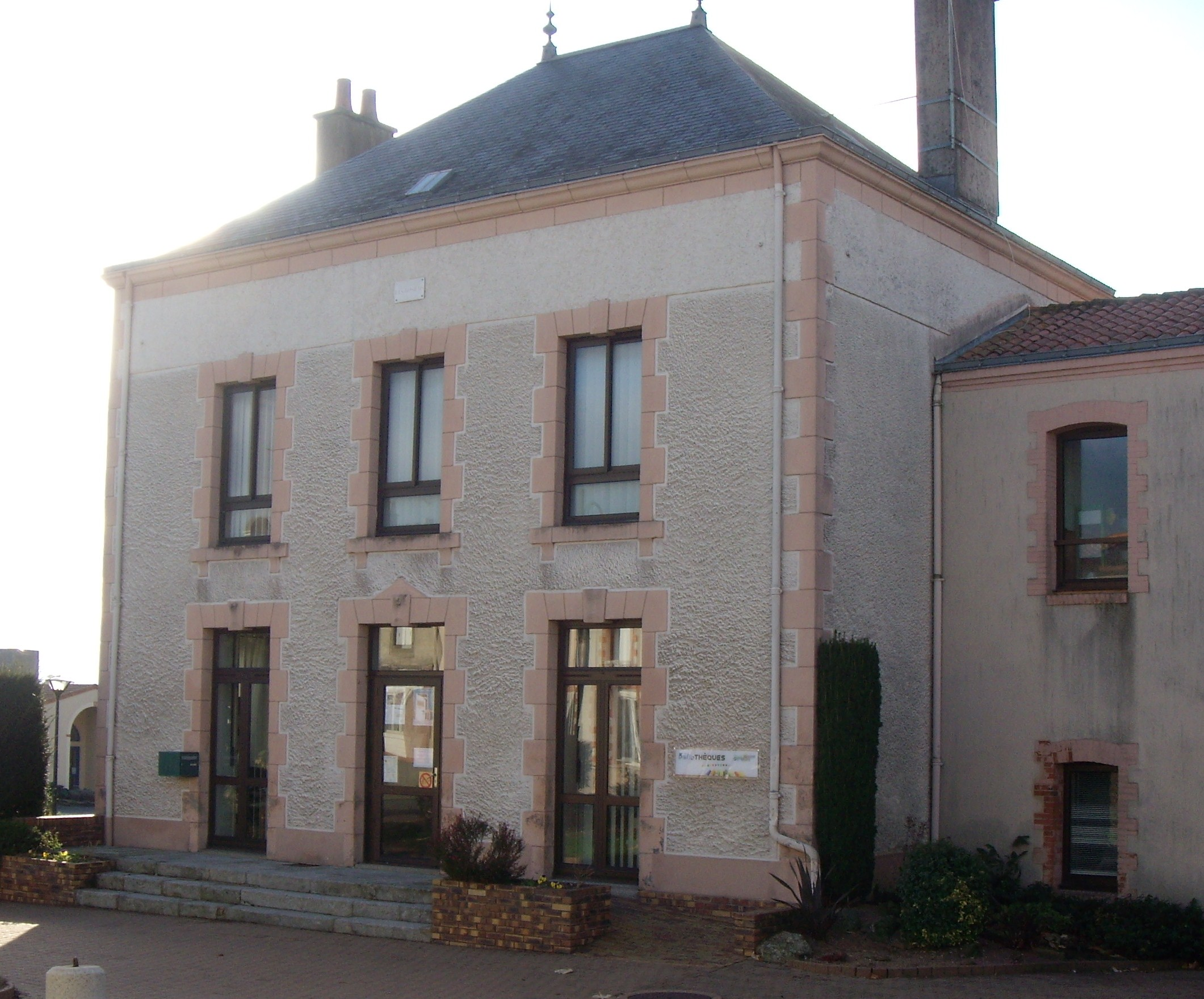
Bibliothèque.

Les manifestations culturelles de la commune se concrétisent notamment par l'organisation annuelle du concert "Bœuf Ka rock".
Saint-Germain-sur-Moine voit se dérouler tout au long de l'année diverses festivités: ainsi, en 2011, ont été organisés l'animation "talents d'exception" (ou quinze figurants ont pu, tour à tour, se présenter devant le public pour faire la démonstration de leur talent) sous la responsabilité de l'association "anime ta commune", une exposition de peinture à Montfaucon-Montigné grâce à l'association "arts et couleurs", des séances de théâtre avec la compagnie amateur "les tréteaux Germinois", des vide-greniers au bénéfice de l'association "sème, pousse et fleuri" qui mène des actions humanitaires au Burkina Faso, un marché de Noël, ainsi que certaines manifestations sportives sous la responsabilité de clubs locaux (tels le gala de gymnastique).
Plusieurs associations veillent à la vie culturelle de la commune : l'association "Aiguefou et sentiers Germinois" souhaite mettre en valeur les sentiers de la commune, afin que chacun puisse profiter des paysages et du patrimoine, L'APALM (association pour l'animation et loisirs de la maison de retraite) offre aux résidents de la maison de retraite des sorties et divertissements, l'école de musique de la communauté de communes de Moine et Sèvre forme des musiciens amateurs autonomes, "Anime ta commune" (association créée en 2008) organise des manifestations sportives et culturelles, "Arts et couleurs" dispense des cours de peinture sous la direction d'un professeur, "Ka production" (qui existe depuis janvier 2008) organise, entre autres, des concerts depuis 1993 et notamment le concert "Bœuf Ka rock" ainsi que la fête de la musique à Saint-Germain-sur-Moine. Enfin, Les tréteaux Germinois sont une compagnie de théâtre amateur, qui joue annuellement plusieurs pièces théâtrales.
Le 14 juillet est l'occasion du traditionnel feu d'artifice. Celui-ci a néanmoins été annulé au cours de l'année 2011.
Saint-Germain-sur-Moine possède également une bibliothèque. Des animations sont proposés, telles "l'heure de conte" pour les enfants", la lecture à la résidence des sources, etc.
La création d'un skate parc et d'une base de loisirs, près de l'Aiguefou, sont actuellement en projet.

### Santé

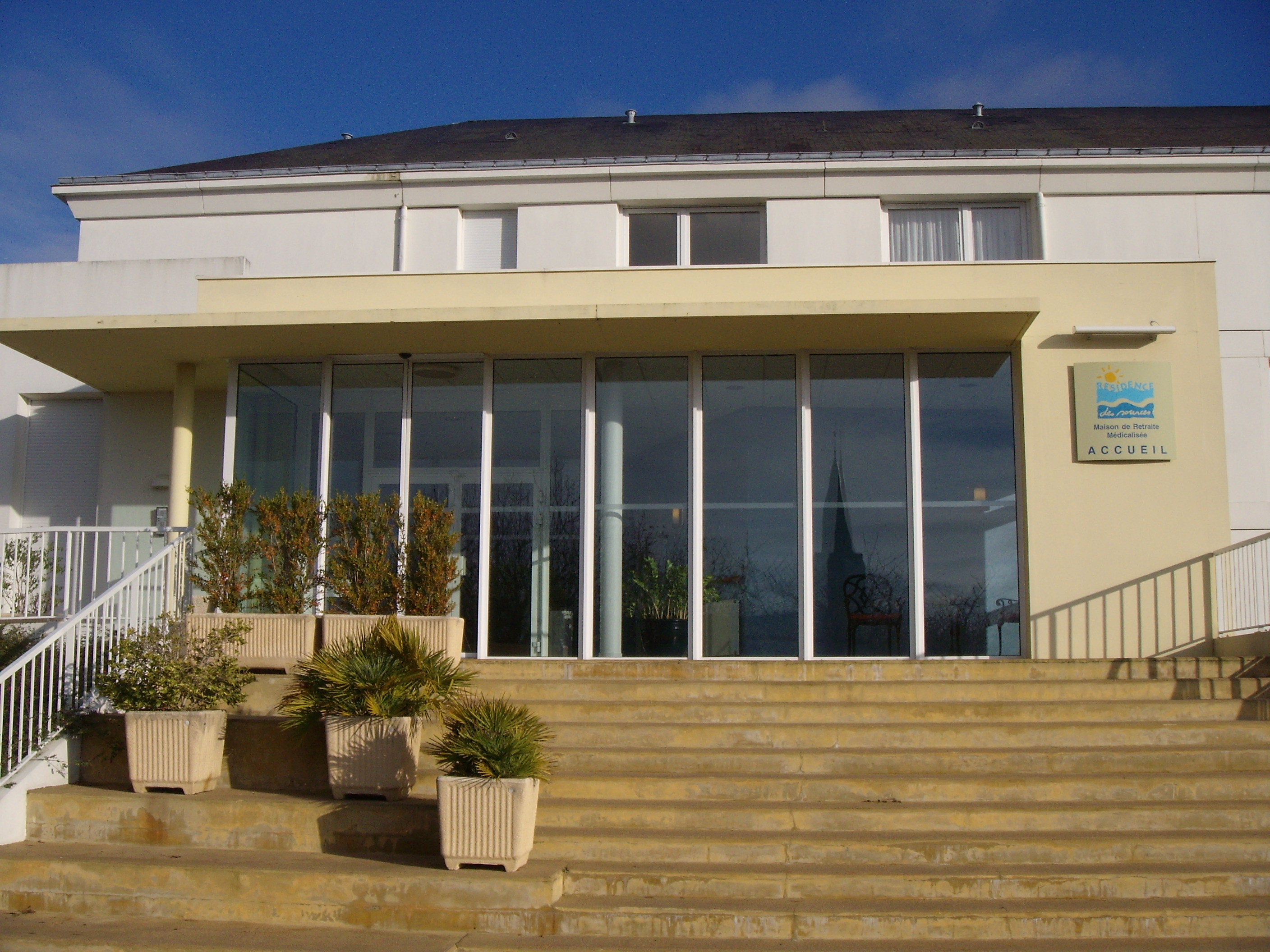
Maison de retraite.

De nombreux services médico-sociaux sont implantés à Saint-Germain-sur-Moine.
Parmi les principaux établissements peuvent être cités la Maison médicale (qui assure la permanence des soins et des urgences), la pharmacie, le centre de santé du Val de Moine (où officient plusieurs spécialistes), l'entreprise GABORIEAU SARL (assurant un transport ambulancier), le cabinet d'orthophoniste de la Moine, le cabinet de médecine vétérinaire ainsi que la "Résidence des sources" (une maison de retraite).

### Sports

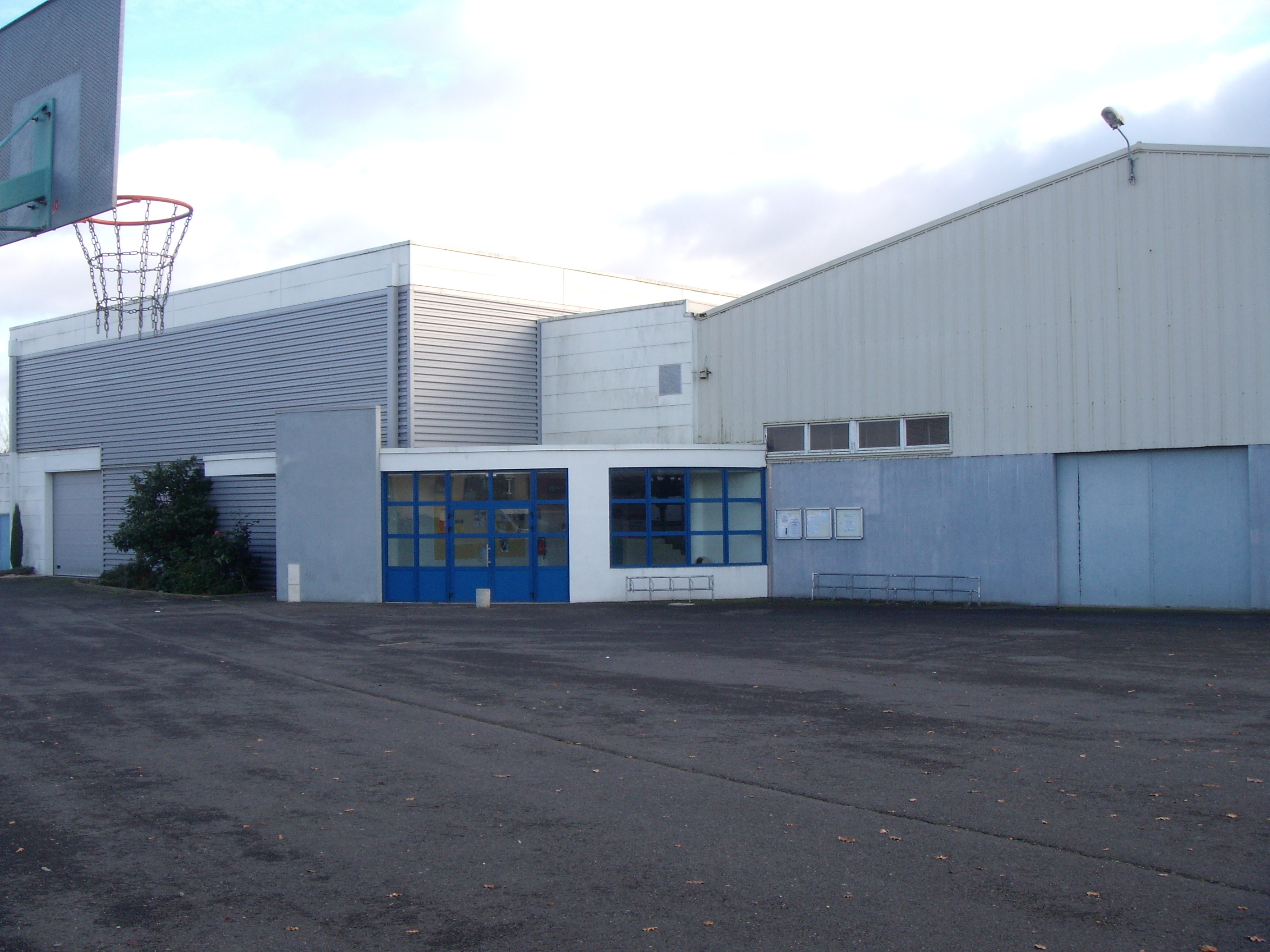
Salle de sport.

Saint-Germain-sur-Moine compte quatre équipements sportifs : deux stades municipaux et deux salles de sports.
La commune compte de nombreux clubs sportifs. Parmi les principaux se trouvent l'"ACM auto-club de la Moine" qui compte dix pilotes automobiles licenciés à l'UFOLEP49, la "détente Germinoise" ou un animateur dispense chaque semaine des cours très variés pour travailler la souplesse du corps, l'équilibre, les muscles abdominaux ainsi que la mémoire, le club de judo "Dojo de la Moine" qui organise chaque année la rencontre interclub (la Coupe de la Moine), l'"évasion cycliste Germinoise" qui organise le « TRANSMAUGES VTT TOUR » pour faire découvrir le pays des Mauges par le biais d'épreuves VTT longues distances, le "Football club Val de Moine", l'association "Harmony dance" qui organise un gala annuel, le club de tennis de table l'"entente Pongiste de la Moine" qui compte une cinquantaine de membres, les "Dynamic's", club de gymnastique qui organise chaque année un gala au printemps, la "société de chasse de la Saint-Hubert", le club de basket-ball "les gazelles", le club de Volley-ball, ainsi que la "Team Alexis racing karting" qui a vu le jour le 8 janvier 2010 et a pour but la pratique du Karting.

### Cultes
La commune de Saint-Germain-sur-Moine relève de la paroisse catholique Saint-Maurice-en-Val-de-Moine, qui est une subdivision du diocèse d'Angers, lequel relève de la Province ecclésiastique de Rennes. La paroisse Saint-Maurice-en-Val-de-Moine regroupe cinq communes.

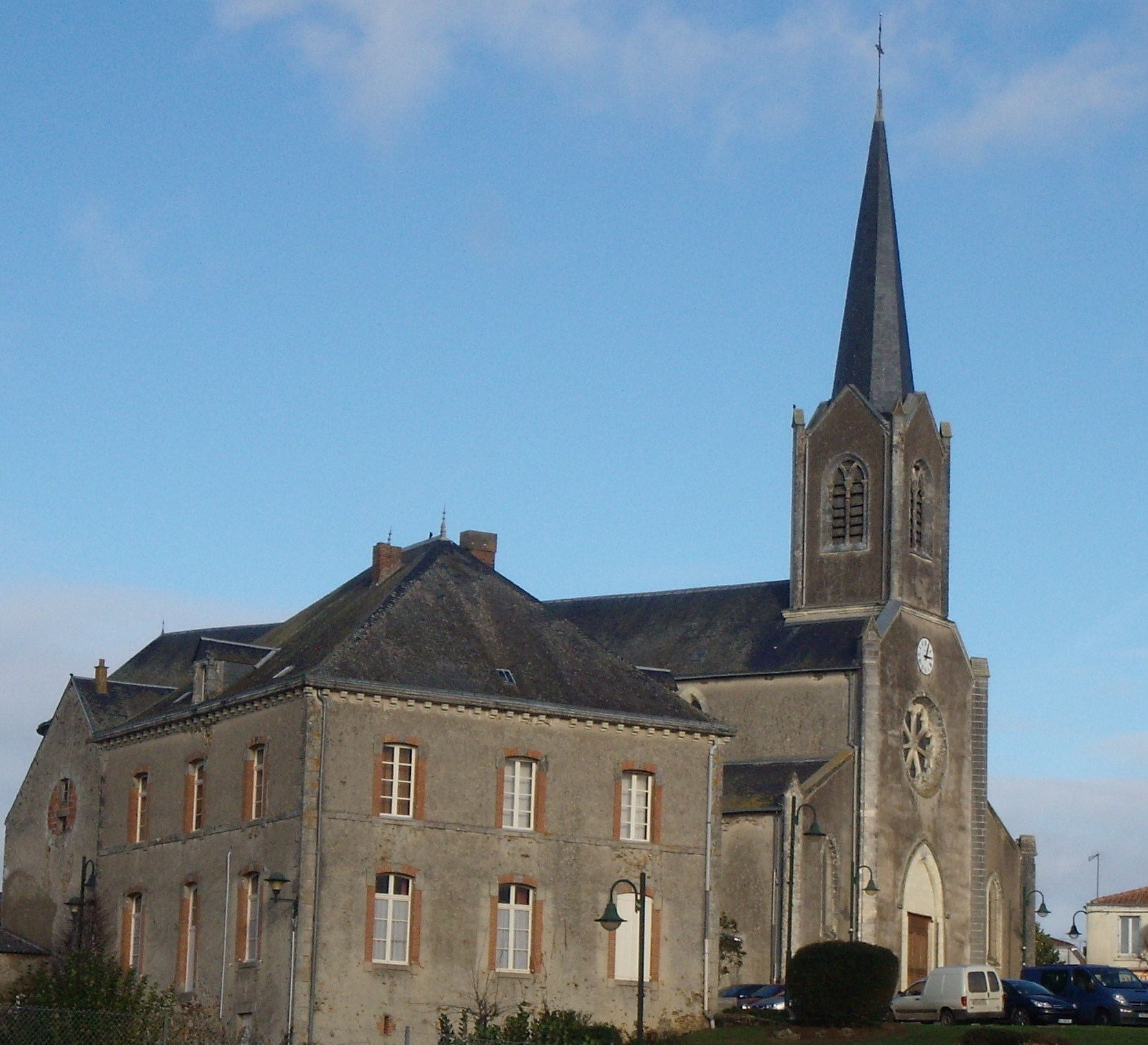
Église et presbytère.

## Économie

### Revenus de la population et fiscalité
En 2009, le revenu fiscal médian par ménage était de 16 581 €, ce qui plaçait Saint-Germain-sur-Moine au 20 578e rang parmi les 31 604 communes de plus de 50 ménages en métropole.

### Emploi
Le taux d'activité en 2008 est de 63,5 % pour la tranche d'âge 15 - 24 ans (contre 42,9 % pour la moyenne nationale), 94,1 % pour la tranche d'âge 25 - 54 ans (contre 89,4 % pour la moyenne nationale), et 28,9 % pour la tranche d'âge 55 - 64 ans (contre 41,2 % pour la moyenne nationale).
Répartition de la population active par catégories socioprofessionnelles (recensement de 2008)
|                         | Agriculteurs exploitants | Artisans, commerçants, chef d'entreprise chefs d'entreprise | Cadres et professions intellectuelles supérieures intellectuelles | Professions intermédiaires | Employés | Ouvriers |
| ----------------------- | ------------------------ | ----------------------------------------------------------- | ----------------------------------------------------------------- | -------------------------- | -------- | -------- |
| Saint-Germain-sur-Moine | 6,7 %                    | 5,2 %                                                       | 7,5 %                                                             | 12,2 %                     | 31,7 %   | 36,7 %   |
| Moyenne nationale       | 1,78 %                   | 5,52 %                                                      | 14,62 %                                                           | 23,90 %                    | 29,09 %  | 24,13 %  |
| Sources des données:    |                          |                                                             |                                                                   |                            |          |          |

La répartition des emplois par domaine d'activité révèle que, en 2008, 10,5 % des emplois sont liés à l'agriculture, 19,9 % à l'industrie, 13 % aux domaines de la construction, 32,1 % au commerce, transports et services divers, et 24,5 % à l'administration publique, l'enseignement, la santé et les actions sociales.
Répartition des emplois par domaine d'activité (recensement de 2008)
|                         | Agriculture | Industrie | Construction | Commerce, transports, services divers | Administration publique, enseignement, santé, action sociale |
| ----------------------- | ----------- | --------- | ------------ | ------------------------------------- | ------------------------------------------------------------ |
| Saint-Germain-sur-Moine | 10,5 %      | 19,9 %    | 13 %         | 32,1 %                                | 24,5 %                                                       |
| Moyenne nationale       | 3,1 %       | 14,8 %    | 6,8 %        | 45,1 %                                | 30,3 %                                                       |
| Sources des données.    |             |           |              |                                       |                                                              |

En 2008, 27,9 % des actifs ayant un emploi et résidant dans la commune travaillaient à Saint-Germain-sur-Moine, 42,1 % travaillaient dans une autre commune du département de Maine-et-Loire, 29 % dans un autre département de la région de résidence, 1 % dans une autre région de France métropolitaine et 0,1 % hors de France métropolitaine (DOM-TOM compris). Selon l'INSEE, l'emploi total (salarié et non salarié) au lieu de travail, en 2008, est de 842 personnes.
le taux de chômage est de 8,3 % (contre 9,6 % à l'échelle du département).

### Entreprises et commerces

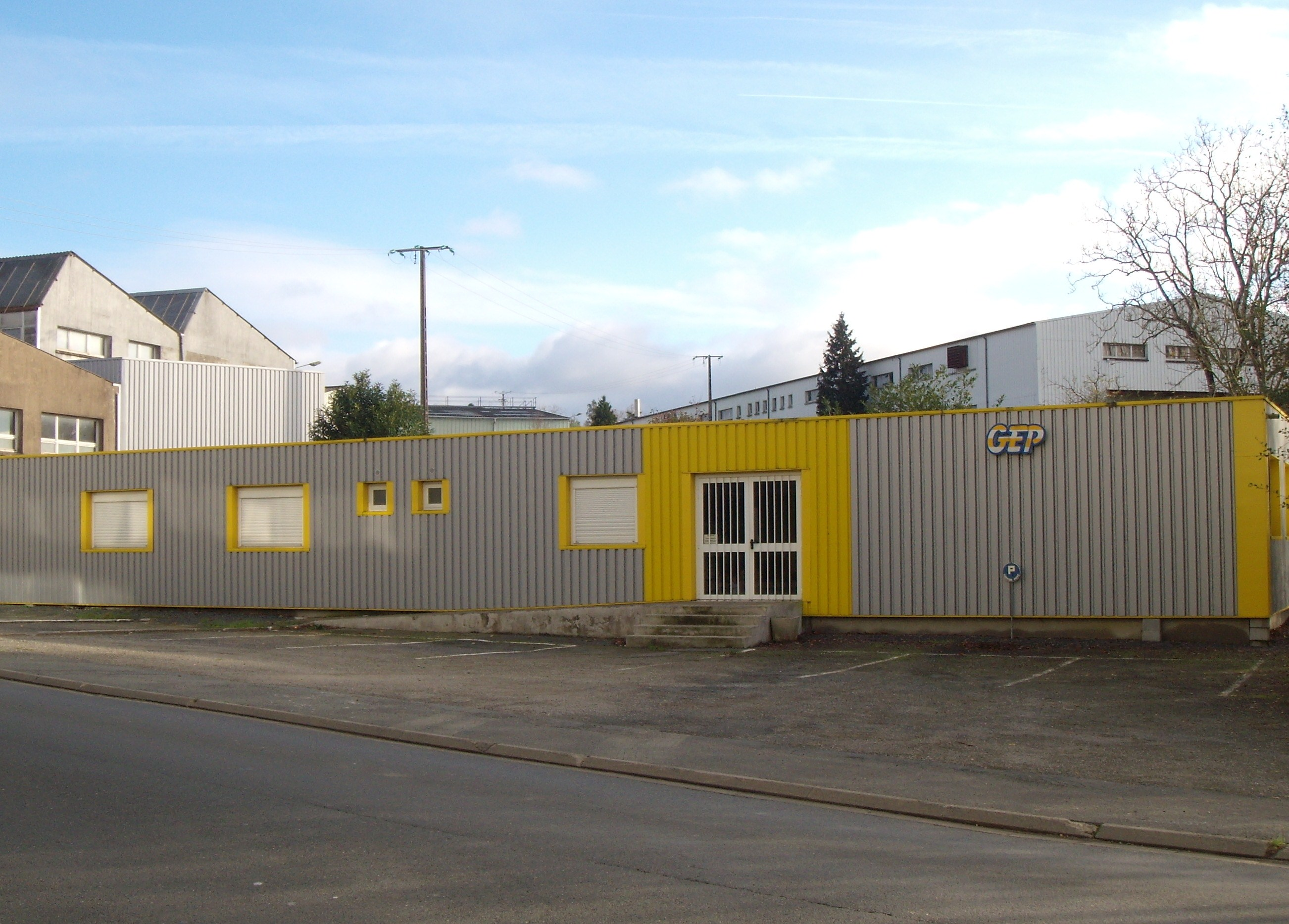
Locaux actuels de GEP industrie.

Selon l'INSEE, la commune comptait 200 établissements actifs, au 31 décembre 2009, répartis en 20,5 % dans l'agriculture, 8 % dans l'industrie, 14,5 % dans les domaines liés à la construction, 39 % dans le commerces, les transports et autres services divers (dont 9,5 % dans le commerce et la réparation auto) et 18 % dans l'administration publique, l'enseignement, la santé et les actions sociales.
L'activité commerciale est bien représentée à Saint-Germain-sur-Moine avec plus d'une vingtaine de commerces différents (dont restaurants, boulangerie, charcuterie, salons de coiffure, fleuriste, auto-école, etc.), de même que l'artisanat.
L'entreprise GEP industrie a longtemps été le pivot économique de la commune, avant les années 1990. Depuis le début des années 2000, le paysage industriel s'est diversifié, notamment avec l'émergence du parc d'activités du Val-de-Moine, qui regroupe en 2011 environ vingt entreprises différentes.
L'activité agricole garde une importance non négligeable puisqu'elle occupe 20,5 % des établissements actifs de la commune au 31 décembre 2009.

## Culture locale et patrimoine

### Lieux et monuments

#### Les pierres mégalithiques de la Davière et des Borrères
Les pierres mégalithiques de la Davière et des Borrères témoignent d'une occupation ancienne du site de la commune, dès la période dite de l'Acheuléen. Dans un champ du lieu-dit la Davière, un énorme rocher, au centre duquel peut se voir une cavité, est entourée de nombreux blocs de granit, ce qui témoignerait peut-être des restes d'une cité antérieure au Celtes Gaulois (sans que cela ne soit prouvé définitivement).
Une des pierres mégalithiques, le menhir "dit la Haute-borne", est classé au titre des monuments Historiques depuis 1889

#### Le château de La Jarrie

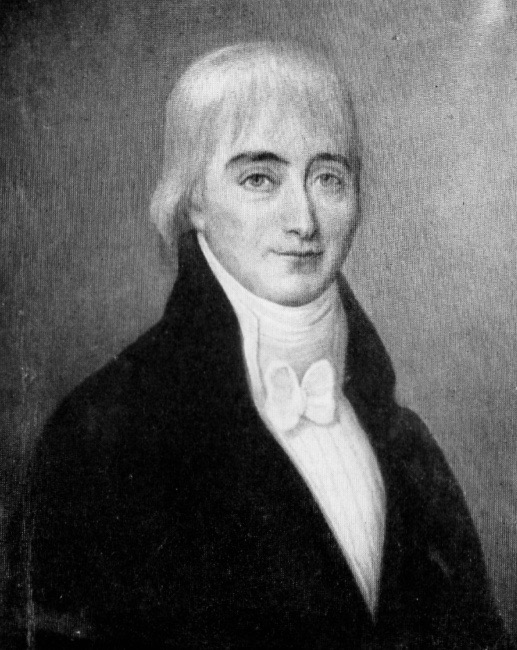
François de Lyrot de la Patouillère.

Le domaine de la Jarrie, dont un document difficile à lire fait état, a été occupé par trois familles jusqu'à la Révolution française.
La dernière détentrice, mademoiselle Joubert a épousé à Saint-Germain-sur-Moine, monsieur Lyrot de la Patouillère, futur général Vendéen tué le 23 décembre 1793 à Savenay.
Le domaine, ayant été confisqué par le gouvernement de la République, a été vendu comme bien national à Monsieur Boucher de Montigné, puis, peu de temps après, revendu à l'avocat Villenave de Nantes qui défendit le général De Charette avant que ce dernier ne soit fusillé sur la place Viarme en 1796. Sa fille, Mélanie Valdor, femme de Lettres, accueillit en 1830 Alexandre Dumas qui fit un séjour d'environ trois mois à la Jarrie. Le domaine fut vendu par adjudication judiciaire en 1850 à monsieur Louis Léon Luc Gautret de la Moricière, notaire à Montfaucon; ce dernier fit construire l'actuelle maison (une demeure dans le style Renaissance). Son fils Georges (1842-1917) épousa Marie-Louis Halligon (1846-1930). Leur fille Anne-Marie Gautret de La Moricière (1876-1954) épousa le vicomte Gustave Carré de Lusançay (1865-1949). Ils eurent pour fils François Carré de Lusançay qui naquit au château de La Jarrie le 12 août 1909. À sa sortie de Saint-Cyr, ce brillant officier choisit l'arme de la Légion Étrangère qui le trouva en Syrie à la déclaration de guerre en 1939. N'acceptant pas la défaite, il rejoint les Forces Françaises Libres du Général de Gaulle qu'il rejoint en Palestine sous le pseudonyme d'Yves de La Hautière, nom d'une seigneurie de sa famille située près de Nantes. Participant à toutes les campagnes des FFL en Afrique, il participera activement à la campagne d'Italie avant d'être fait Compagnon de la Libération.
Il ne reste de l'ancien château qu'une faible partie encore habitable.

#### Le château de la Perrinière
La Perrinière, citée en 1390 au côté du connétable de France, Olivier de Clisson, est un château entouré de douves, reconstruit en 1660 sur les fondations du précédent. Jusqu'au 15 décembre 2015, date de la création de la commune nouvelle de Sèvremoine, le château avait la particularité d'être sur deux communes : le salon dépendait de La Renaudière, tandis que la salle à manger se trouvait sur Saint-Germain-sur-Moine.
Des personnages célèbres y sont directement ou indirectement attachés : Louis XVI, Bonchamps, Travot l'habite quelque temps, Louis XVIII.
La paix revenue, le château est acheté par le comte Arthur de Bouillé, qui avait épousé Zoé de Bonchamps, fille du général Vendéen, et y meurt en 1868 ; c'est un avocat, Me Hervé, qui acquiert ensuite le château.

#### La chapelle Notre-Dame-de-Bon-Secours
Située près de la Nipponière, près de Montfaucon-Montigné, cette petite chapelle a été bâtie en 1648. Elle fut restaurée en 1673 (une pierre à l'entrée en porte la date), puis en 1747. L'autel était surmonté d'une statue de la Sainte Vierge, probablement en terre cuite, disparue lors de la Révolution française.
Elle fut restaurée à nouveau en 1860 dans le style néogothique avec trois petites nefs polychromes. Une statue de la Sainte Vierge, sans rapport avec la statue primitive, surmonte l'autel.
La dernière remise en état date de 1990.

### Personnalités liées à la commune
- François de Lyrot de La Patouillère (1723-1793), seigneur de la Jarrie, officier dans l'armée de Charles Melchior Artus de Bonchamps.
- Donatien Raffegeau (1855-1931), maire de Saint-Germain-sur-Moine de 1908 à 1931 et fondateur de la maison de retraite.
- François Carré de Lusançay, dit Yves de La Hautière (1909-1956), Chef de Bataillon dans la Légion Etrangère, Officier de la Légion d'Honneur, Compagnon de la Libération, né dans la commune au château de La Jarrie le 12 août 1909[32].
- Lucienne Simier (1897-1987), déportée-résistante de la Seconde Guerre mondiale, ancienne professeure du lycée Joachim-du-Bellay à Angers.
- Jean Racineux (1922-1993), peintre et voyageur.
- Marie-Josèphe Pohu (1922-2007), historienne.

## Pour approfondir